# Jake Thomas
Jake Thomas (Knoxville, 30 de janeiro de 1990) é um ator e diretor norte-americano, mais conhecido pelo seu papel como Matt McGuire, o irmão de Lizzie McGuire (Hilary Duff) no seriado Lizzie McGuire do Disney Channel exibido de 2001 a 2004.
Em 2002, ele ganhou o Young Artist Awards de ator coadjuvante por sua atuação como Martin Swinton em A.I. Artificial Intelligence (2001). Ele também apareceu em Cory in the House (2007–08), no papel de Jason Stickler.

## Vida e carreira
Jake nasceu em Knoxville, Tennessee, filho de Kim Simmons Thomas, atriz, jornalista e escritora, e de Bob Thomas, ator, escritor e radialista. Ele tem um irmão, Chad, e uma irmã, Brooke. Thomas estudou na Farragut High School e se formou na Universidade do Estado da Califórnia em Northridge, em roteiro e japonês.
Ele é mais conhecido por seu papel como Matt McGuire, o irmão mais novo de Lizzie McGuire, que foi exibido de 2001 a 2004 no Disney Channel. Ele estava programado para repetir o papel na continuação da série no Disney+, embora o programa tenha sido cancelado posteriormente em dezembro de 2020, antes de poder ser lançado.
Thomas interpretou Eric Miller no episódio "Wannabe" de Whithout a Trace e viveu o jovem Hugh Hefner no telefilme Hefner: Unauthorized. Ele fez uma aparição em 3rd Rock from the Sun e interpretou Jason Stickler em Cory in the House.
Thomas fez o teste para o papel de Mowgli em The Jungle Book 2 (2003) antes de Haley Joel Osment ser finalmente escalado. Thomas e Osment atuaram juntos em A.I. Artificial Intelligence (2001).
Thomas atualmente viaja entre Los Angeles, Califórnia e Knoxville, divulgando seu CD, Now and Then.[carece de fontes?]

## Filmografia

### Cinema
| Ano  | Título                       | Papel                       | Notas |
| ---- | ---------------------------- | --------------------------- | ----- |
| 2000 | If Tomorrow Comes            | Jovem Adam                  |       |
| 2000 | The Cell                     | Jovem Carl Rudolph Stargher |       |
| 2001 | A.I. Artificial Intelligence | Martin Swinton              |       |
| 2003 | The Lizzie McGuire Movie     | Matthew "Matt" McGuire      |       |
| 2004 | DinoCroc                     | Michael Banning             |       |
| 2004 | Soccer Dog: European Cup     | Zach Connolly               |       |
| 2018 | Baja                         | Bryan Johnson               |       |
| 2018 | The Unwilling                | Darren                      |       |

### Televisão
| Ano           | Título                                   | Papel                  | Notas                                             |
| ------------- | ---------------------------------------- | ---------------------- | ------------------------------------------------- |
| 1999          | 3rd Rock from the Sun                    | Kid                    | Episódio: "Y2dicK"                                |
| 1999          | Touched by an Angel                      | Thomas                 | Episódio "Such a Time as This"                    |
| 1999          | Hefner: Unauthorized                     | Jovem Hef (Idade 9)    | Também conhecido como Hugh Hefner: The True Story |
| 1999          | The Man Show                             | Jake                   | Episódio: "Bad Old Days"                          |
| 2001–04       | Lizzie McGuire                           | Matthew "Matt" McGuire | Papel principal                                   |
| 2001–05       | Express Yourself                         | Ele mesmo              | Série intersticial                                |
| 2002          | Body & Soul                              | Raymond White          | Episódio: "Shadow Boxing"                         |
| 2003          | Sixteen to Life                          | Mike                   | Filme de televisão                                |
| 2003          | National Lampoon's Christmas Vacation 2  | Clark 'Third' Johnson  | Filme de televisão                                |
| 2003–05, 2007 | The Grim Adventures of Billy & Mandy     | Nigel Planter          | Papel de voz; 4 episódios                         |
| 2004          | Without a Trace                          | Eric Miller            | Episódio: "Wannabe"                               |
| 2005          | Center of the Universe                   | Waylon                 | Episódio: "The New Neighbours"                    |
| 2007–08       | Cory in the House                        | Jason Stickler         | Papel recorrente, 11 episódios                    |
| 2008          | Aces 'N' Eights                          | Noah                   | Filme de televisão                                |
| 2008          | ER                                       | Nick                   | Episódio: "...As the Day She Was Born"            |
| 2008          | Cold Case                                | Hugh Mastersen '78     | Episódio: "Roller Girl"                           |
| 2008          | Her Only Child                           | Kevin                  | Filme de televisão                                |
| 2009          | Lie to Me                                | James Cole             | Episódio: "Pilot"                                 |
| 2009          | Eleventh Hour                            | Brian Dahl             | Episódio: "Eternal"                               |
| 2009          | House, M.D.                              | Ryan                   | Episódio: "Unfaithful"                            |
| 2009          | Trust Me                                 | Steve                  | Episódio: "Odd Man Out"                           |
| 2009          | CSI: Miami                               | Lucas Galinetti        | Episódio: "Chip/Tuck"                             |
| 2009          | Rules of Engagement                      | Toby                   | Episódio: "Twice"                                 |
| 2009          | Ghost Whisperer                          | Andrew Carlin          | Episódio: "Endless Love"                          |
| 2010          | Criminal Minds                           | Scott Kagan            | Episódio: "Middle Man"                            |
| 2011          | The Secret Life of the American Teenager | Garoto Dançando        | Episódio: "And Circumstance"                      |
| 2011          | Betrayed at 17                           | Shane Ross             | Filme de televisão                                |
| 2012          | NCIS                                     | Alec Dell              | Episódio: "Namesake"                              |
| 2012          | CSI: NY                                  | Steve Davis            | Episódio: "Clue: CSI"                             |
| 2013–14       | Storytellers                             | Finn Avery             | Papel principal                                   |
| 2014          | Taken Away                               | Lucas                  | Filme de televisão                                |
| 2015          | Romantically Speaking                    | Martin                 | Filme de televisão                                |
| 2019          | S.W.A.T                                  | Bayo                   | Episódio: "Encore"                                |
| 2024          | NCIS                                     | Dereck Bailey          | Episódio: "Left Unsaid"                           |